# South Wilmington
South Wilmington is een plaats (village) in de Amerikaanse staat Illinois, en valt bestuurlijk gezien onder Grundy County.

## Demografie
Bij de volkstelling in 2000 werd het aantal inwoners vastgesteld op 621. In 2006 is het aantal inwoners door het United States Census Bureau geschat op 630, een stijging van 9 (1,4%).

## Geografie
Volgens het United States Census Bureau beslaat de plaats een oppervlakte van 1,5 km², geheel bestaande uit land.

## Plaatsen in de nabije omgeving
De onderstaande figuur toont nabijgelegen plaatsen in een straal van 8 km rond South Wilmington.